# Colponemida
A Colponemida az Alveolata egysejtű szabadon élő ostorosokból álló tagja, a páncélos ostorosok, az Apicomplexa és a csillósok rokona. Kis eukariótákkal táplálkozik, édesvízben, tengerben és talajban találhatók. Hagyományosan nem alkotnak kládot, hanem számos korán elágazó Alveolata-csoportból állnak.

## Biológia
Ostoros egysejtű protiszták, hosszuk 8–30 μm, sejttestük kerek, két ostoruk heterodinamikus a gyors úszáshoz. Életciklusuk során csak úszó sejtekként ismertek, nem ismert bennük ivaros szaporodás vagy nyugalmi állapotú ciszta.

### Sejtszerkezet
Az Alveolata többi tagjához hasonlóan kortikális alveolusai és tubuláris cristái vannak. Alveoláris pellikulájuk hárommembrános, fibrillum, téka vagy mikropórus nincs bennük. Sejtmagjuk vezikuláris, közepén nukleólusz van, posterior végén nagy emésztő űröcske, anterior végén kontraktilis vakuólum. Citoplazmájuk palackszerű extruszómákat tartalmaz. Anterior ostora alapján vékony, nem üreges masztigonéma van, szemben a sárgásmoszatok üreges háromrészes masztigonémáival. Posterior ostora hajtott.
Sok bazális eukariótához hasonlóan lehet ventrális sejtszája, ez a Loeffela nemzetségben kicsi, a Palustrimonasban nagy, az Acavomonasban nincs. Ezt két mikrotubulussáv támasztja.

### Táplálkozás
Közös jellemzőjük a raptoriális életmód: aktív mozgással érik el és kebelezik be zsákmányukat. Ezt a posterior ostortól jobbra lévő sejtszájon teszik. A fagocitózis elején az extruszómák szerepet játszhatnak a nagyobb sejtek bekebelezésében.

## Ökológia
Megtalálhatók édesvízben, tengerben és talajban. Obligát eukariovorok vagy eukariotrófok: egész sejteket bekebelező, kis eukariótákat evő szabadon élő ragadozók.

## Evolúció
A Colponemida nem alkot hagyományosan kládot, vagyis önálló ágat az eukariótákon belül. Ehelyett a nagyobb Alveolata ágainak sorozatából áll. Filogenetikai elemzések alapján tagjai, például az Acavomonas megtalálhatók a Myzozoa (vagyis az Apicomplexa és a Dinoflagellata közös csoportja) alapján, míg a többi tag az Alveolatában bazális helyzetű.
A Colponemida táplálkozási módja feltehetően az Alveolata mizocitózis előtti ősi állapotára utalhat, mely a Myzozoában jelent meg. Ezenkívül feltehetően a sejtszájat használó még bazálisabb protisztákkal, például az Excavata (például Metamonada, Jakobida, Malawimonada) csoporttal is evolúciós kapocs lehet. Ezen élőlények szuszpendált részecskékkel táplálkoznak, azt posterior ostorukkal helyezik sejtszájukba, ami a Colponemidánál táplálkozáskor megfigyelt viselkedéshez hasonlít. Azonban táplálkozásuk közt sok különbség van: a Colponemida nem szuszpenzióból táplálkozik, és a fagocitózis elöl történik, nem hátul.

### Colponemidia
A Colponemidia esetén nem fedeztek fel alvPolA-t (Alveolata-DNS-polimeráz), ezért nem ismert, hogy e DNS-polimeráz ősi eredetű. Azonban alvPolA-t Harada et al. 2024-ben csak elvétve talált.
A Dam1-C szempontjából a CRuMs és Cryptista csoportokhoz hasonlóan kevéssé vizsgált, de annak története terén fontos ismereteket szolgáltathat. Van Rooijen et al. 5 ortológ Dam1-C-alegységet találtak, egy egység, az Spc19 a gombákon kívül nincs jelen, ezért az feltehetően gombaspecifikus.

## Csoportok
Mivel nem monofiletikus csoport, 2014-ben új besorolási módszert vezettek be, mely az Alveolatát 4 törzsre osztja, ezek a Myzozoa, az Acavomonidia (az Acavomonas nemzetséggel), a Colponemidia (a Colponema nemzetséggel) és a Ciliophora. Ennek célja a parafiletikus Colponemida elvetése és az egyes ágai saját törzsbe sorolása. 2023-ban 3 új nemzetséget fedeztek fel, ezek a Loeffela, a Neocolponema és a korábban nem szekvenált Palustrimonas, ezeket nem helyezték új törzsbe. Jelenleg 5 Colponemida-nemzetség ismert:
- Acavomonas Tikhonenkov et al. 2014[2] – 1 faj
- Colponema von Stein 1878 – legalább 5 faj
- Loeffela Gigeroff et al. 2023[3] – 1 faj
- Neocolponema Gigeroff et al. 2023[3] – 1 faj
- Palustrimonas Patterson et Simpson 1996[7] – 1 faj

## Fordítás
Ez a szócikk részben vagy egészben  a   Colponemida című angol Wikipédia-szócikk ezen változatának fordításán alapul.  Az eredeti cikk szerkesztőit annak laptörténete sorolja fel. Ez a jelzés csupán a megfogalmazás eredetét és a szerzői jogokat jelzi, nem szolgál a cikkben szereplő információk forrásmegjelöléseként.